# Organización de Nacionalistas Yugoslavos
La Organización de Nacionalistas Yugoslavos (en serbocroata: Organizacija Jugoslavenskih Nacionalista, ORJUNA; Организација Југославенских Националиста, ОРЈУНА), fue una organización política en Yugoslavia que existió desde 1921 hasta 1929, y que promovía el nacionalismo yugoslavo, y abogaba por la creación de un Estado corporativista y era enemiga del comunismo, la democracia, los judíos, los separatistas y los nacionalistas croatas y serbios. Su líder era Milan Pribićević. Se cree que fue influenciado por el fascismo. Fue creada en Split, en 1921, para combatir la insurgencia comunista y el separatismo croata.

## Historia

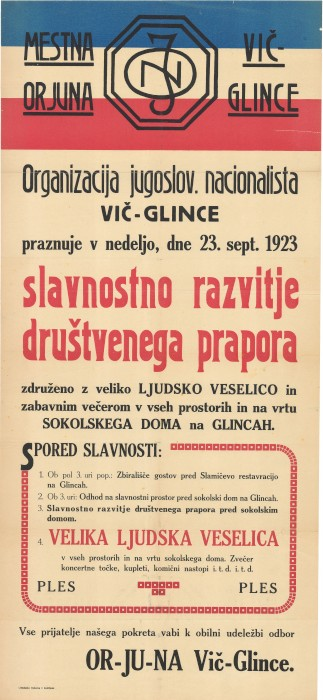
Boletín ORJUNA de 1923.

ORJUNA fue fundada en marzo de 1921 en Split por el administrador real de Croacia y financiada por el gobierno provincial para proteger a Yugoslavia de las amenazas planteadas por comunistas, separatistas y otras personas consideradas amenazantes para el estado. El primer presidente fue Marko Nani y el primer secretario Edo Bulat. Las primeras acciones organizadas por ORJUNA fueron manifestaciones contra los comunistas por el asesinato a manos de comunistas del ministro del Interior, Milorad Drašković. ORJUNA organizó manifestaciones en Split, Zagreb y Osijek. En Zagreb, los miembros de ORJUNA incluso vandalizaron oficinas de periódicos que culpaban al gobierno del asesinato.
Fue particularmente influyente en áreas de Eslovenia y Croacia que eran de interés para el irredentismo italiano y austriaco, así como en áreas donde las minorías étnicas eran consideradas poderosas o formaban parte de un fuerte grupo separatista, como los húngaros en Voivodina. Los miembros del movimiento eran étnicamente mixtos de las diversas nacionalidades yugoslavas. Sin embargo, la mayoría de sus miembros eran croatas de Dalmacia. Tenía sus propios periódicos, tenía un club académico, una organización sindical, un ala de estudiantes de secundaria "Joven Yugoslavia" y una organización paramilitar, la Sección de Acción.
Después de 1922, personas de todas las edades comenzaron a unirse a la organización, que cambió su nombre en mayo de 1922 a ORJUNA. El principal objetivo político de ORJUNA era mantener un estado yugoslavo unitario. Sus miembros se enfrentaron con a patrullas fronterizas de Austria e Italia. ORJUNA nunca participó directamente en las elecciones, pero sus partidarios votaron por partidos de orientación yugoslava. En 1929, cuando el Rey proclamó el inicio de una dictadura y disolvió el parlamento, ORJUNA apoyó la acción del Rey, pero debido a que el Rey proscribió todos los partidos y organizaciones políticas, ORJUNA dejó de existir.
Para 1925, los Grupos de Acción de ORJUNA contaban con 10.000 miembros.

## Ideología
El componente ideológico principal de ORJUNA fue el nacionalismo yugoslavo. Se cree que ORJUNA fue influenciada por el fascismo en el sentido de que, al igual que el fascismo italiano original, tenía una estructura organizativa similar que incluía una versión yugoslava del Duce ("Líder"), titulada Vođa y, como el fascismo italiano, glorificaba la violencia, incluso en sus lemas Victoria o Muerte y ¡Quien no está con nosotros, está contra nosotros!.